# Azatek
Azatek (en arménien Ազատեկ) est une communauté rurale du marz de Vayots Dzor, en Arménie. Elle compte 527 habitants en 2008.
Les ruines du fort de Smbataberd sont situées non loin de la localité.